# Duellmanohyla rufioculis
Espèce
Synonymes
- Hyla rufioculis Taylor, 1952

Statut de conservation UICN

 LC  : Préoccupation mineure
Duellmanohyla rufioculis est une espèce d'amphibiens de la famille des Hylidae.

## Répartition
Cette espèce est endémique du Costa Rica. Elle se rencontre entre 500 et 1 580 m d'altitude sur les versants Caraïbes et Pacifique des cordillères costariciennes.

## Publication originale
- Taylor, 1952 : A review of the frogs and toads of Costa Rica. The University of Kansas Science Bulletin, vol. 35, no 1, p. 577-922 (texte intégral).